# Большие Коты
Больши́е Ко́ты — посёлок в Иркутском районе Иркутской области. Входит в Листвянское муниципальное образование.

## География

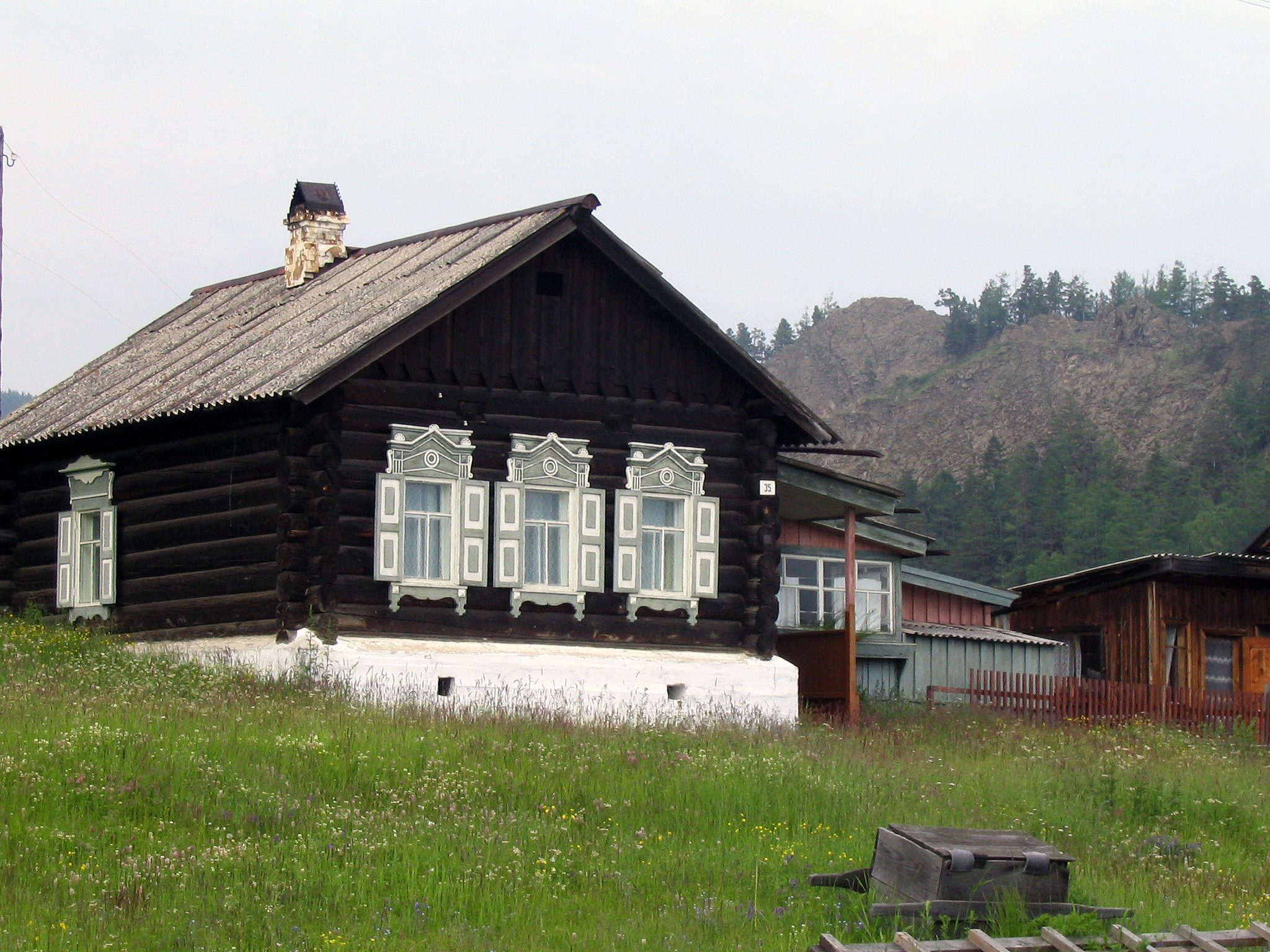
Дом в Больших Котах

Расположен на западном берегу Байкала в 16 км к северо-востоку от пристани посёлка Листвянка. Летом к посёлку ходит судно на подводных крыльях (тип «Восход») из Иркутска через Листвянку, зимой по льду озера пролегает временный автомобильный путь. Из Листвянки до Больших Котов обустроен пеший туристический маршрут по берегу длиной около 20 км, часть Большой Байкальской тропы.
По одной из версий своё название посёлок получил от слова «котки», или «ко́ты». Так в этих местах называлась деревянная обувь, которую изготавливали        для каторжников.

## Достопримечательности
- В Больших Котах находится Байкальская биологическая станция Научно-исследовательского института биологии ИГУ. На биостанции есть «Музей Байкаловедения» и аквариум,
- В 4 км к востоку от Больших Котов расположен живописный утёс Скрипер — маршрут к этой скале вдоль побережья Байкала пользуется популярностью у туристов и отдыхающих.

## Население
| 2002 | 2010 | 2011 | 2012 |
| ---- | ---- | ---- | ---- |
| 80   | ↘59  | →59  | ↘56  |